# Károlyi Sándor (labdarúgó)
Károlyi Sándor (Hajdúböszörmény, 1981. február 12. –) magyar labdarúgó. A 2003–04-es idényben bajnok Ferencváros játékosa.

## Sikerei, díjai
- Magyar első osztály
  - bajnok: 2003–04
- Magyar kupa
  - győztes: 2004, 2005